# Traité sur le droit des brevets
Le Traité sur le droit des brevets (PLT comme Patent Law Treaty) est un traité signé le 1er juin 2000 à Genève, en Suisse, par 53 États et l' Organisation européenne des brevets (une organisation intergouvernementale). Il est entré en vigueur le 28 avril 2005. Il vise à harmoniser et à rationaliser les procédures de forme relatives aux demandes de brevets nationaux et régionaux afin de les rendre plus favorables aux utilisateurs.
Le traité "n'établit pas de procédure uniforme pour toutes les parties au PLT mais laisse les parties libres d'exiger des exigences moins nombreuses ou plus conviviales que celles prévues dans le PLT". À l'exception notable des exigences relatives à la date de dépôt, le PLT définit les exigences maximales pouvant être appliquées par l'office d'une partie contractante, afin d’éviter que les États ne rendent les demandes de brevets trop contraignantes aux déposants, comme par exemple une signature des inventeurs certifiée par un notaire local.
Le traité est administré par l'Organisation mondiale de la propriété intellectuelle. En février 2023, le PLT comptait 43 États contractants.

## États contractants et dates d'entrée en vigueur
| Date              | État |
| ----------------- | --- |
| 28 avril 2005     | République de Moldavie, République kirghize, République de Slovénie, République slovaque, République fédérale du Nigéria, Ukraine, République d'Estonie, Royaume du Danemark, République de Croatie, Roumanie |
| 15 décembre 2005  | Bahreïn |
| 6 mars 2006       | Finlande |
| 22 mars 2006      | Royaume-Uni (y compris l'île de Man) |
| 19 juillet 2006   | Ouzbékistan |
| 16 octobre 2007   | Oman |
| 27 décembre 2007  | Suède |
| 12 mars 2008      | Hongrie |
| 1er juillet 2008  | Suisse |
| 16 mars 2009      | Australie |
| 12 août 2009      | Russie |
| 18 décembre 2009  | Liechtenstein |
| 5 janvier 2010    | France, |
| 22 avril 2010     | Macédoine du Nord |
| 17 mai 2010       | Albanie |
| 12 juin 2010      | Lettonie |
| 20 août 2010      | Serbie |
| 27 décembre 2010  | Pays-Bas (tout le Royaume, sauf Aruba) |
| 19 octobre 2011   | Kazakhstan |
| 3 février 2012    | Lituanie |
| 9 mars 2012       | Monténégro |
| 9 mai 2012        | Bosnie Herzégovine |
| 27 mai 2012       | Irlande |
| 3 août 2013       | Arabie Saoudite |
| 17 septembre 2013 | Arménie |
| 18 décembre 2013  | États-Unis |
| 11 juin 2016      | Japon |
| 21 octobre 2016   | Biélorussie |
| 4 janvier 2017    | Libéria |
| 22 août 2018      | Corée du Nord |
| 25 juin 2019      | Antigua-et-Barbuda |
| 30 octobre 2019   | Canada |
| 19 juillet 2021   | Turkménistan |

## Voir également
- Convention de Paris pour la protection de la propriété industrielle
- Traité de coopération en matière de brevets (PCT)
- Traité de l'OMPI sur la propriété intellectuelle, les ressources génétiques et les savoirs traditionnels associés
- Traité sur le droit matériel des brevets (SPLT)
- Convention européenne relative aux formalités requises pour les demandes de brevet (1953)